# Оліферук Володимир Миколайович
Володи́мир Микола́йович Оліферу́к — полковник Збройних сил України.

## З життєпису
Після закінчення школи спробував вступити на навчання до Київського інституту військово-повітряних сил, але не прошов за конкурсом.
Строкову службу проходив у ракетній дивізії військ стратегічного призначення в місті Первомайську.
Вступив до Сумського військового інституту ракетних військ та артилерії, який в 2001 році закінчив із золотою медаллю.
Після інституту розпочав офіцерську службу в 865-му навчальному центрі на посаді командира взводу.
Начальник науково-дослідного відділу проблем підготовки військових фахівців в Національному університеті оборони України імені Івана Черняховського, колишній командир 145-го окремого ремонтно-відновлювального полку.

## Нагороди
- Орден Богдана Хмельницького III ступеня (4 грудня 2014 року) — за особисту мужність і героїзм, виявлені у захисті державного суверенітету та територіальної цілісності України, вірність військовій присязі, високий професіоналізм та з нагоди Дня Збройних Сил України[1].
- Орден Данила Галицького (10 жовтня 2015) — за особисту мужність і високий професіоналізм, виявлені у захисті державного суверенітету та територіальної цілісності України, вірність військовій присязі[2].